# Textron
Textron Inc. est une entreprise américaine du secteur de l'aéronautique et de la défense. Textron a été créée en 1923. Son siège social est à Providence (Rhode Island) (USA). Textron est en 2011, avec 32 000 salariés et 11,3 milliards de dollars de chiffre d'affaires, classée au 236e rang du Fortune 500.
Textron Inc se classait en 2023 au 40e rang mondial pour la production d'armement.

## Historique
En 1923, Royal Little crée une entreprise dans le secteur textile, la Special Yarns Corporation, basée à Boston (Massachusetts). Le nom de l'entreprise devient un temps l'Atlantic Rayon Corporation. Pendant la seconde Guerre Mondiale, l'une des principales activités de l'entreprise est la fabrication des parachutes de l'armée américaine. L'entreprise se diversifie dans les vêtements et le linge de maison. Le groupe adopte également un modèle intégré verticalement, depuis la production de ses matières premières à la distribution de sa production. En 1943, le nom définitif est adopté : Textron, en référence à l'activité du groupe, le textile, et aux textiles synthétiques nouveaux à cette époque, tels que le lustron.
Textron est coté pour la première fois sur le NYSE en décembre 1947. En 1953, le groupe commence à se diversifier hors du secteur textile avec l'acquisition de Burkart Manufacturing Co de Saint Louis (Missouri), un équipementier du secteur automobile. Les équipements automobiles sont encore en 2012 l'une des activités du groupe.
Parmi les acquisitions faites au début des années 1950, on trouve Homelite que Textron gardera jusqu'en 1994, Camcar qui sera détenu jusqu'en 2006, ou encore CWC encore en portefeuille en 2012. Mais, pour Royal Little, la stratégie de diversification de Textron doit éviter les grosses acquisitions, potentiellement très coûteuses en cas d'échec, et procéder plutôt à une lente et progressive croissance interne dans les nouveaux secteurs.
En 1960, Textron rachète des sociétés qui sont encore en 2012 dans le giron du groupe, telles que Bell Aerospace et sa filiale Bell Helicopter, ou le fabricant de voitures de golf E-Z-GO. En 1963, Textron vend ses activités textile.
Dans les années 1960 et 1970, Textron rachète le fabricant de bracelets de montres Speidel, les stylos Sheaffer, les agrafeuses et étiqueteuses Bostich, la fonderie d'argent de Rhode Island Gorham, les motoneiges Polaris, le fabricant australien de cartes Valentine Holdings, la firme de capital risque American Research & Development. Textron est reconnu durant ces décennies comme étant le pionnier des conglomérats, l'une des sociétés américaines les plus diversifiées, et est qualifiée de « roi des conglomérats » par le Wall Street Journal en 1967.
Dans la première moitié des années 1980, les revenus de Textron stagnent autour de 3 milliards de dollars. En 1985, Textron rachète Avco Corporation of Connecticut, un autre conglomérat de taille équivalente, et double de taille. Textron réalise en 1986 la seconde grosse acquisition des années 1980 avec une société d'aéronautique et défense, d'équipements automobiles et industriels, Ex-Cell-O, qui apporte 1,1 milliard de dollars de chiffre d'affaires supplémentaires à Textron. Avec cette seconde acquisition, Textron devient l'un des grands équipementiers automobiles.
Dans les années 1990, Textron décide de se recentrer sur un cœur de métier pour faire jouer au maximum les synergies entre ses différentes filiales. Les nouvelles acquisitions doivent être le plus possible complémentaires aux produits, marchés ou usines existant déjà dans le groupe. Durant les années 1990, Textron cède donc pour US$ 2,8 milliards de chiffre d'affaires dans les secteurs de la défense, de l'assurance et des biens de consommation. En 1992, Textron rachète les jets d'affaire Cessna Aircraft Company, l'un des leaders mondiaux de son secteur, pour compenser le poids excessif du secteur militaire dû aux activités de Bell. Et acquiert pour US$ 3,9 milliards de chiffre d'affaires dans l'aéronautique, l'automobile, l'industrie et la finance. Entre 1989 et 1997, la proportion des activités du conglomérat en relation avec ce qui est défini comme son cœur de métier passe ainsi de 56 % à 100 %. Dans le même temps Textron développe ses activités à l'international. Entre 1989 et 1997, la part du chiffre d'affaires réalisé hors des États-Unis passe de 20 % à 40 %.
En 1994, après avoir racheté Acustar Division, l'activité plastiques de Chrysler, Textron regroupe ses 6 filiales du secteur automobile en une seule, Textron Automotive Company. En 1995, Textron refait de même avec ses systèmes de fermetures en créant la Textron Fastening Systems.
En 1997, c'est la fin d'une suite de 45 trimestres consécutifs de croissance du résultat net de la société. Sous la direction du CEO James F. Hardymon, le cours de l'action Textron est passé de US$ 19,81 (1/01/1992) à US$ 71,69 (3/06/1998).
En 1998, le nouveau CEO Lewis B. Campbell revend Avco Financial Services pour US$ 3,9 milliards à Associates First Capital Corporation, abandonne ses activités financières et se recentre sur ses activités industrielles. En 2000 Campbell crée la Transformation Leadership Team pour appliquer une stratégie visant à continuer à s'éloigner du modèle de conglomérat. Campbell veut que l'ensemble de Textron valle en Bourse plus que la somme des différentes filiales ajoutées. La nouvelle politique est la création de valeur pour l'actionnaire. Le premier indicateur retenu pour la gestion de l'entreprise est le ROIC (retour sur investissement). Les objectifs de génération de cash et de chiffre d'affaires ne sont pas abandonnés pour autant. Pour mener à bien sa nouvelle stratégie, Textron se restructure et sort de plusieurs activités contribuant à US$ 1,6 milliard de chiffre d'affaires. Fin 2005, les objectifs de retour sur investissement sont atteints et même dépassés. 
Textron continue de se recentrer. Textron revend en 2006 sa filiale Textron Fastening Systems, en 2008 son activité Fluid & Power, et en 2009 HR Textron. Parallèlement, l'entreprise acquiert Overwatch dans les logiciels militaires en 2006 et United Industrial Corporation, maison-mère de AAI Corporation, en 2007, de façon à se renforcer dans le secteur de la défense.
En 2012, les principales marques de Textron sont Bell, Cessna, E-Z-GO, AAI Corporation, Overwatch, Lycoming Engines, Greenlee. Parmi les derniers produits de Textron, on trouve l'avion tiltrotor Boeing-Bell V-22 Osprey qui a été déployé pour la première fois en Irak en 2007 et qui est utilisé en 2012 en Afghanistan. Le Cessna 162 SkyCatcher, un petit avion de loisir. Le Bell 429, un hélicoptère léger à deux moteurs. La voiture de golf RXV d'E-Z-GO ou l'Eclipse 322 hybride de Jacobsen.
Le CEO de Textron en 2012 est Scott C. Donnelly.
En décembre 2013, Textron acquiert Beechcraft pour 1,4 milliard de dollars qui rejoint formellement ce conglomérat le 14 mars 2014.
Greenlee est vendu à Emerson Electric en 2018.
En mars 2022, Textron acquiert pour 218 millions de dollars le constructeur aėronautique slovène Pipistrel, pionnier européen de l'avion électrique,,,,.

## Activités
En 2018 Textron emploie environ 35 000 salariés dans 25 pays. Ses principales filiales sont : 
- Bell Helicopter, acquis en 1960
- Textron Aviation
  - Beechcraft, acquis en 2013
  - Cessna, acquis en 1992, le numéro 1 mondial des avions d'affaires. Depuis 1927, Cessna a fabriqué plus de 193 000 avions.
  - McCauley Propeller Systems, fabricant d'hélices, alors filiale de Cessna, acquis lors du rachat de Cessna en 1992
  - TRU Simulation + Training (en), simulateurs de vols, fusion de Mechtronix Inc. (en) et OPNICUS en 2014
- Textron eAviation
  - Pipistrel, acquis en 2022
- Textron Systems est la filiale défense de Textron.
  - AAI Corp, drones, acquis en 2007
  - Airborne Tactical Advantage Company, société militaire, acquis en 2016
  - Howe & Howe Technologies (en), véhicules blindés, acquis en 2018
  - Lycoming Engines, moteurs à piston pour l'aéronautique, alors filiale de Avco, acquis lors du rachat de Avco en 1985
  - MillenWorks (en), véhicules militaires, acquis en 2011
  - Textron Defense Systems, anciennement Avco en 1985, puis devenu Textron Systems en 1995
  - Textron Marine & Land Systems, fusion de Textron Marine et Cadillac Gage en 1994
- Produits industriels
  - Arctic Cat, motoneiges, acquis en 2017
  - Cushman (entreprise) (en), véhicules industriels, acquis en 1998
  - E-Z-GO fabrique des petits véhicules de transport, tels que des voitures de golf, des petits utilitaires à destination des municipalités, des aéroports, des usines, des entrepôts, acquis en 1960
  - Jacobsen Manufacturing (en) fabrique des outils d'entretien des pelouses, tels que des tondeuses autotractées, acquis en 1965
  - Kautex est un équipementier automobile, acquis en 1996
  - Textron GSE, Ground Support Equipment, véhicules de repoussage pour aéroport, fusion de Douglas Equipment (en), Tug, Premier et Safeaero en 2016
- Textron Financial Corporation est une filiale qui offre des solutions financières, des offres de crédit aux clients du groupe Textron

L'activité militaire a représenté en 2011 31 % du chiffre d'affaires du groupe, mais ces activités (principalement Bell) assuraient fin 2011 7,7 milliards sur les 10,6 milliards de dollars du carnet de commandes total du groupe, soit 73 %.

### Hélicoptères Bell
Bell fournit l'armée américaine avec son hélicoptère H-1 et son avion tiltrotor V-22 Osprey. Bell est l'un des principaux fournisseurs du Pentagone en hélicoptères et, en association avec Boeing, son seul fournisseur de tiltrotors. Le tiltrotor V-22 est destiné au département de la Défense (DoD), les hélicoptères H-1 au Corps des Marines (hélicoptères de transport UH-1Y, hélicoptères d'attaque AH-1Z, communs à 84 %). Enfin, Bell continue d'assurer la maintenance des hélicoptères OH-58D Kiowa Warrior.
Dans ses activités civiles, Bell fournit les hôpitaux, les pompiers, les forces de police, des entreprises comme les compagnies pétrolières offshores. Bell produit des hélicoptères légers, moyens, à 1 ou 2 moteurs. Les produits civils actuels sont le 206L-4, le 407, le 412, le 429, le Huey II, et les nouveaux 407AH et 407GX. Le modèle en projet en 2012 est le 525 Relentless, son premier hélicoptère civil lourd à deux moteurs.
On compte en 2011 13 000 hélicoptères Bell en service dans le monde actuellement. 

### Textron Aviation
Cessna est le premier fabricant mondial d'avions en nombre d'unités, tous secteurs confondus (environ 193 000). Ses produits sont des jets, des turbopropulseurs, et des monomoteurs. Cessna est l'une des principales filiales de Textron. 
Les jets sont les modèles Mustang, Citation CJ, Citation XLS+, Citation Sovereign, Citation X, Citation M2 et Citation Latitude.
Les Caravan sont des petits avions utilitaires à turbopropulseur : Grand Caravan, Super Cargomaster, Caravan 675, Caravan Amphibian.
Cessna fabrique enfin des avions monomoteurs, tels que le Skycatcher, le Skyhawk, le Skyhawk SP, le Skylane, le Turbo Skylane, le Stationair, le Turbo Stationair, et le Corvalis TTX depuis le début 2012. 

### Textron Systems
L'activité militaire de Textron est connue pour ses drones, ses véhicules blindés, ses navires militaires, ses armes, ses munitions, ses radars, ses systèmes électroniques et ses logiciels militaires. L'activité Drones (Unmanned Aircraft Systems UAS) est réalisée par les filiales AAI UAS (fabrication) et AAI Logistics & Technical Services (services associés, maintenance). AAI UAS est le premier fournisseur du Pentagone en drones tactiques, et fournit le système Shadow de drones avec sa base de contrôle.
L'activité Textron Land & Marine Systems est un leader mondial dans la fabrication de véhicules blindés, de tourelles de sous-marins et de bateaux militaires.
Textron Defense Systems fabrique des armes sophistiquées, des munitions, des radars, des systèmes de surveillance, des systèmes de sécurité.
Parmi les autres activités, on trouve les moteurs Lycoming, des simulateurs de pilotage et surtout les logiciels militaires ou d'espionnage Overwatch.

### Produits industriels
Les équipements automobiles concernent la filiale allemande Kautex, basée à Bonn. Kautex fabrique des systèmes d'alimentation en carburant, les systèmes de nettoyage du pare-brise, des pots catalytiques pour les moteurs diesel.
Les véhicules légers sont fabriqués par les filiales E-Z-GO et Jacobsen. E-Z-GO fabrique historiquement et typiquement des voitures de golf, mais plus largement toutes sortes de petits utilitaires légers, lents, électriques ou thermiques, vendus sous les marques E-Z-GO, Cushman et Bad Boy Buggies. Les clients sont les golfs, les usines, les collèges, les aéroports, les centres commerciaux, les municipalités. E-Z-GO ne compte que deux concurrents dans les voitures de golf.
Jacobsen fabrique des équipements d'entretien des pelouses, et en particulier des tondeuses à gazon autotractées. Les principales marques sont Jacobsen, Ransomes et Cushman. Les golfs, les espaces sportifs, les parcs, les hôtels, les municipalités en sont les principaux clients. Jacobsen compte également principalement deux concurrents.

### Activités financières
Textron entretien une activité financière, uniquement à destination des clients de ses filiales industrielles. En 2008, Textron Finance décide l'abandon de toutes les activités financières qui ne sont pas en relation directe avec les autres filiales du groupe. Il s'agit donc uniquement d'une fonction support de Textron.

## Controverse
Textron figure sur la liste noire d'Aviva des fabricants d'armes produisant des armes à sous-munitions malgré la convention sur les armes à sous-munitions de 2008,. L'entreprise a annoncé la fin de la production de ce type de munitions le 31 aout 2016.

## Actionnaires
Liste des principaux actionnaires au 16 octobre 2019.
| Nom                           | %     |
| T. Rowe Price Associates      | 12,9% |
| The Vanguard Group            | 11,0% |
| Capital Research & Management | 6,48% |
| SSgA Funds Management         | 4,55% |
| BlackRock Fund Advisors       | 2,61% |
| Viking Global Investors       | 2,53% |
| PRIMECAP Management           | 2,39% |
| Victory Capital Management    | 2,22% |
| Invesco Advisers              | 2,07% |
| Armstrong Shaw Associates     | 1,91% |